# Апшеронський район (Росія)
Апшеронський район — муніципальне утворення в Краснодарському краї. Районний центр — місто Апшеронськ.

## Географія
Апшеронський район розташовано у південній частині  Краснодарського краю і межує з Туапсинським і Бєлорєченським районами, Адигеєю і територіями міст Гарячий Ключ і Сочі.
Територія району входить у передгірську зону північного схилу зони середньовисотних гір західної краю Великого Кавказу. Абсолютні позначки зони низькогір'їв 100-500 м. Ця територія — невисокі платоподібні ували із загальним ухилом на північ і горбкуваті височини сильно порізані балками і ярами. На півдні і південному сході Апшеронського району порівняно не велику площу займають високі гори (1000-1500 м) з різко вираженими формами рельєфу.

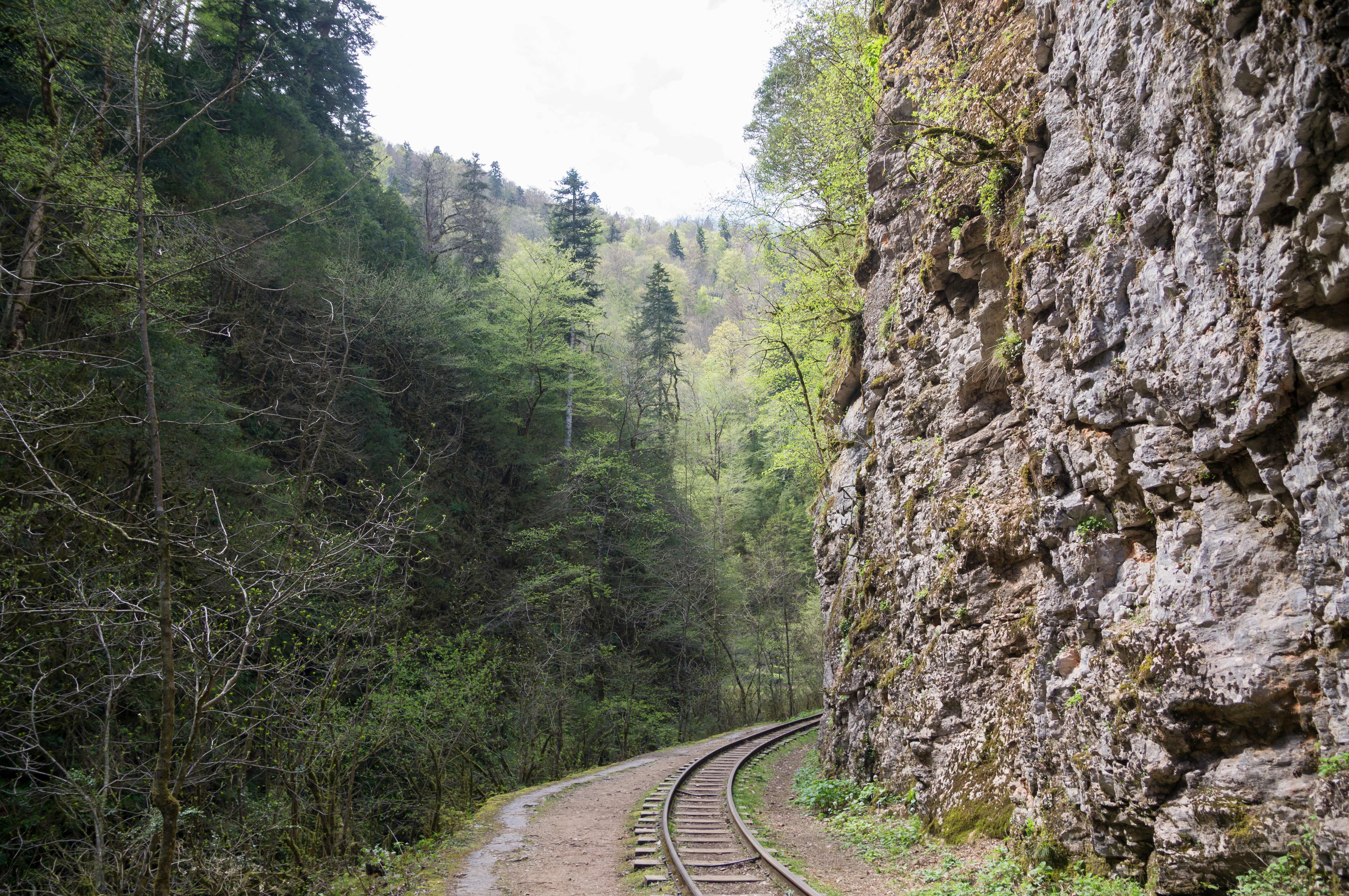
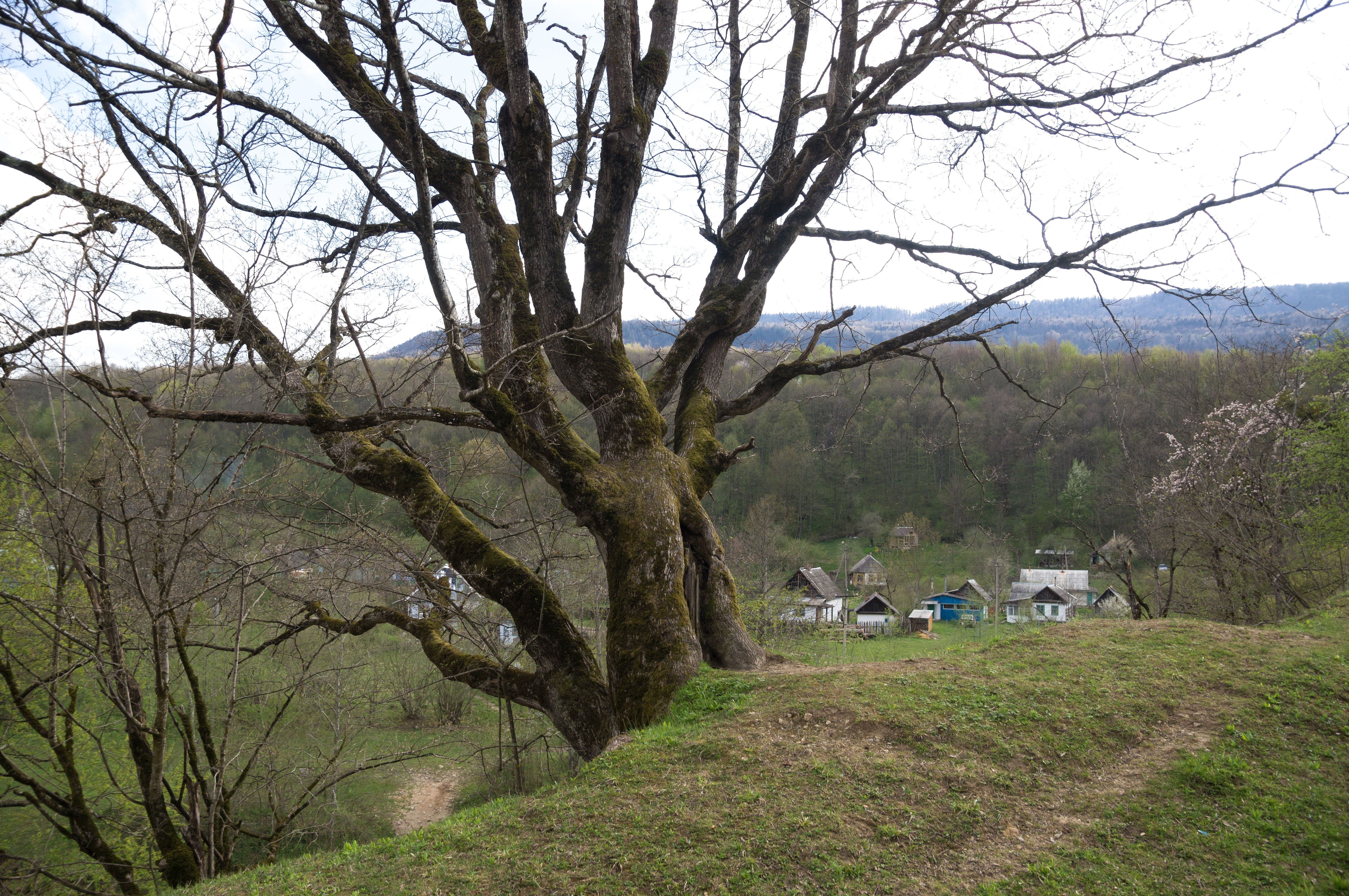
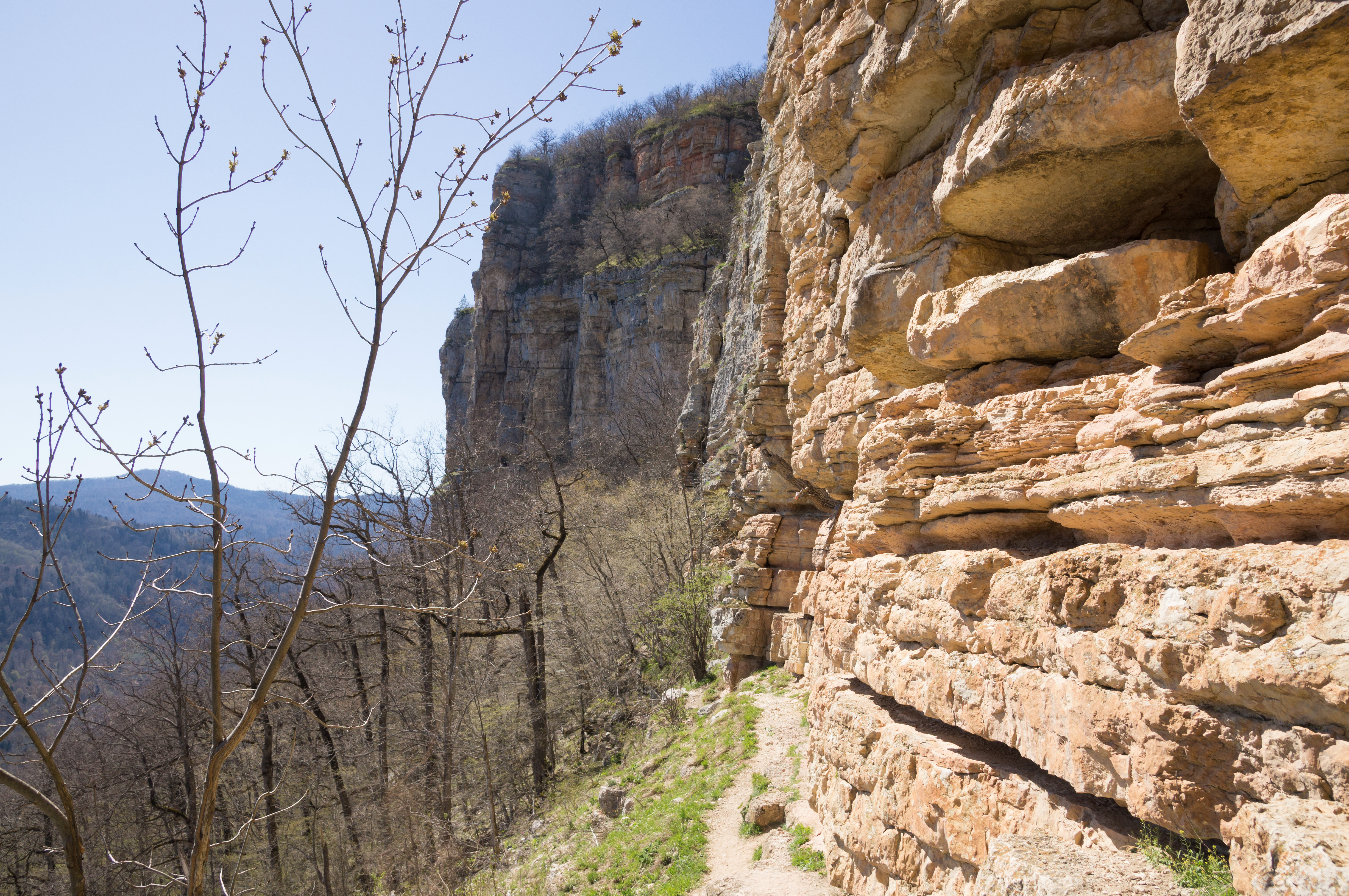
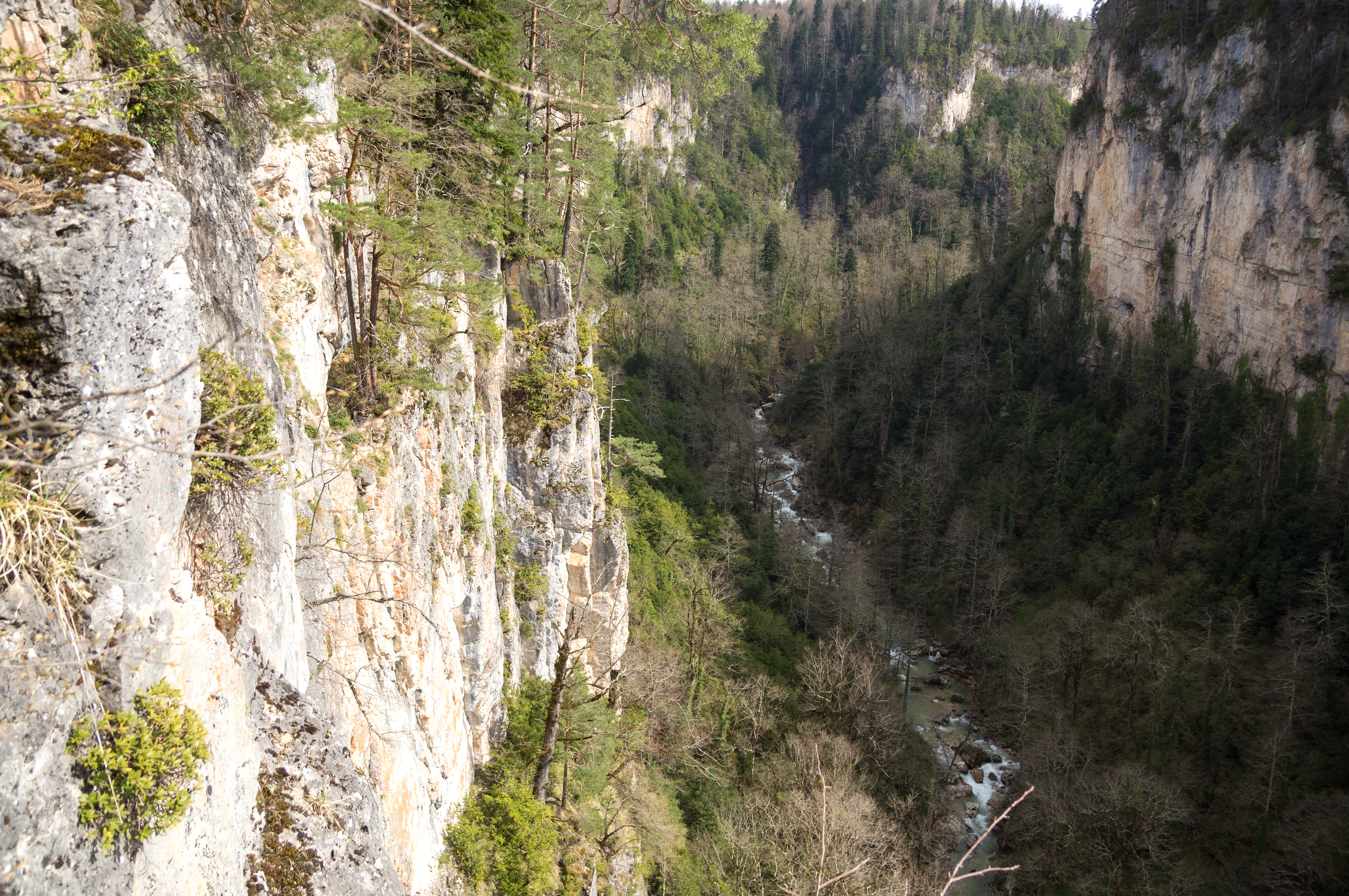

## Історія
Під час проведення районування Кубано-Чорноморської області постановою Кубчероблвиконкому від 19.07.1924 р. у складі Майкопського округу створений Апшеронсько-Хадиженський район з центром в ст. Апшеронська. У наступні роки район неодноразово перейменовувався, скасовувався і, нарешті, указом президії ЗС РРФСР від 16.08.1940 р. остаточно створений Апшеронський район з центром у робочому селищі Апшеронськ.

## Адміністративний поділ
Район має в своєму складі 3 міських поселення (у дужках кількість підпорядкованих поселень):
- місто Апшеронськ (3)
- місто Хадиженськ (3)
- смт Нефтегорськ (3)

і 9 сільських поселень:
- Кабардинське — Кабардинська (2)
- Кубанське — Кубанська (6)
- Куринське — Куринська (4)
- Мезмайське — Мезмай (2)
- Нижньогородське — Нижньогородська (3)
- Новополянське — Нові Поляни (6)
- Отдальонноє — Отдаленний (5)
- Тверське — Тверська (7)
- Чернігівська — Чернігівська (5)

Всього на території району знаходиться 52 населених пунктів.
Чисельність населення району 95,2 тис. осіб.
Щільність населення- 39 осіб на кв км.  
Клімат помірно континентальний з підвищеним зволоженням, середньорічна кількість опадів від 600 до 850 мм.   
Район має в своєму розпорядженні значні природні ресурси: запаси лісу, нафти, газу, мінеральної сировини для виробництва будівельних матеріалів, цілющих вод.